# BRM Type 15
La BRM Type 15 è una vettura da competizione realizzata della BRM nel 1950.

## Sviluppo
La vettura era la prima prodotta dall'azienda inglese e traeva le sue origini da un originale progetto sviluppato dal team English Racing Automobiles negli anni antecedenti il secondo conflitto mondiale. Venne sviluppata dal pilota britannico Raymond Mays e dall'ingegnere Peter Berthon.

## Tecnica
Dopo un iniziale dubbio, alla fine il mezzo venne equipaggiato con un motore Rolls-Royce V16 1.5 da 525 cv di potenza abbinato ad un unico compressore e gestito da un cambio manuale a cinque rapporti. Il telaio era di tipo tubolare ed era avvolto da una carrozzeria in alluminio. Le sospensioni erano formate da due bracci longitudinali nella sezione anteriore e nella posteriore i due bracci erano accoppiati con un ponte DeDion. L'impianto frenante era costituito da quattro freni a tamburo.
Dopo il 1952 i freni vennero sostituiti con dei modelli a disco Girling e il motore venne potenziato a 600 cv.
Nel 1954 la Type 15 venne evoluta nella Type 30. Rispetto al modello precedente, tale versione aveva il passo più corto, un nuovo tipo di sospensioni e 70 kg di peso in meno.

## Attività sportiva
La Type 15 venne schierata per la prima volta al primo GP di Formula 1 svoltosi a Silverstone nel 1950. Prima della corsa l'auto effettuo diversi giri dimostrativi intorno al tracciato di gara e successivamente, dopo averne costruito un secondo esemplare, vennero iscritte alla International Trophy di Silverstone, ma dei problemi meccanici pregiudicarono la gara dei veicoli. Dopo il disastroso avvio delle competizioni, le Type 15 vennero schierata al Grand Prix Penya Rhin di Pedralbes, prova non valida per il campionato di Formula 1. Qui, nonostante un tempo di qualificazione che gli valse il 4º e il 5º piazzamento in qualifica, furono nuovamente costrette al ritiro.
Tentando di risolvere i problemi che affliggevano i mezzi, i dirigenti della BRM decisero di attendere il GP di Silverstone del 1951 prima di tornare in pista. Questa volta le Type 15 riuscirono a concludere la gara in 5ª e 7ª posizione. Al successivo GP di Monza ritornarono però i guasti meccanici con i conseguenti ritiri.
Nel 1952 le regole del campionato di Formula 1 proibirono la partecipazione di propulsori V16, mettendo fuori gioco la vettura. Ciò nonostante, grazie agli investimenti dei nuovi proprietari della scuderia (venduta alla fine del 1951), si riuscirono ad ingaggiare nuovi piloti del calibro di Juan Manuel Fangio e Froilan Gonzales, i quali ottennero diverse vittorie nelle formula minori.
Tra il 1954 e ul 1955, con l'entrata in campo della Type 30, vennero ottenute 16 vittorie su 33 partecipazioni in Formula Libre.